# オイラー作用素
数学においてオイラー作用素（オイラーさようそ、英: Euler operator）あるいはテータ作用素（テータさようそ、英: theta operator）θ は、
{\displaystyle \theta =z{d \over dz}}
と定義される微分作用素である。オイラー作用素は z に関する任意の単項式を固有関数に持ち、特に
{\displaystyle \theta (z^{k})=kz^{k},\quad k=0,1,2,\ldots }
を満たす（すなわち、斉次多項式に作用するとき固有値としてその次数を返す）から、ときに斉次次数 (homogeneity) 作用素とも呼ばれる。n-変数における斉次次数作用素 𝜗 は
{\displaystyle \vartheta =\sum _{k=1}^{n}x_{k}{\frac {\partial }{\partial x_{k}}}}
で与えられる。一変数のときと同様に、𝜗 の固有空間は斉次多項式全体から成る空間であり、対応する固有値は斉次多項式の次数である。